# Lennon (Michigan)
Pour les articles homonymes, voir Lennon.
Lennon est un village des comtés de Genesee et de Shiawassee, dans l'État du Michigan, aux États-Unis. En 2020, il comptait une population de 509 habitants.